# Micro-région de Balassagyarmat
La micro-région de Balassagyarmat (en hongrois : balassagyarmati kistérség) est une micro-région statistique hongroise rassemblant plusieurs localités autour de Balassagyarmat.